# رکسانا مصلحی
رکسانا مصلحی (انگلیسی: Roxana Moslehi)، یک همه‌گیرشناس ژنتیکی است. بیش‌تر پژوهش‌های او به مطالعهٔ سرطان و نشانه‌های آغازین آن اختصاص دارد. او در ایران زاده، و در کانادا بزرگ شده‌است. وی هم‌اینک استادیار همه‌گیرشناسی و آمار زیستی در دانشگاه آلبانی، دانشگاه ایالتی نیویورک است؛ جایی که او به‌تدریس دوره‌های متعددی، از قبیل آنچه خودش در ژنتیک و همه‌گیرشناسی مولکولی گسترش داده‌است، اشتغال دارد. از طریق پژوهش‌هایش، او به درک علل ارثی بیماری‌ها و تأثیرات متقابل ژن - محیط بر خطر گسترش بیماری کمک کرده‌است.

## آموزش
رکسانا دوره کارشناسی، کارشناسی ارشد و دکتری را از دانشگاه بریتیش کلمبیا (UBC) در ونکوور، کانادا دریافت کرد. به دنبال دکترای خود تحت راهنمای فریدمن و استیون نارود، وی بورس تحصیلی پسادکترا را در مؤسسه ملی بهداشت (NIH)، بخش اپیدمیولوژی و ژنتیک سرطان (DCEG) تحت نظارت میچل گیل به پایان رساند. وی در حالی که یک دانشجوی دکترا در NIH بود، استادیار کمکی را در دانشگاه جورج واشینگتن (GWU) دریافت کرد، و در آنجا دوره ای را با عنوان «جنجال در اپیدمیولوژی سرطان» با پاول لوین توسعه داد.

## جوایز
رکسانا مصلحی دریافت کننده جوایز و افتخارات متعددی از جمله جایزه دستیار تدریس در مقطع کارشناسی ارشد در آموزش (UBC)، بورس تحصیلی Biovision از دانشگاه علمی علوم (فرانسه)، دو جایزه برای تعالی پژوهشی از NIH و جایزه سیب طلایی و برای تعالی در تدریس از دانشکده بهداشت در SUNY آلبانی است.

## پژوهش‌ها
موضوع اصلی تحقیق رکسانا مصلحی شناسایی و توصیف ژنهای حساس به سرطان بوده‌است. کار با استیون نارود و جی ام. فریدمن، مطالعه وی اولین تحقیق برای تخمین میزان نفوذ جهش‌های BRCA1 و BRCA2 در سرطان‌های پستان، تخمدان و سایر موارد در مطالعه زنان یهودی مبتلا به سرطان تخمدان بود. رکسانا مطالعات خود را در مورد سرطان پستان و تخمدان به سایر جمعیت‌ها، از جمله در خاورمیانه، که در آن زمان برخی از آنها مطالعه نکرده بود، گسترش داد. به عنوان مثال، از طریق همکاری با پزشکان در ایران، مصلحی مطالعاتی را در مورد خانواده‌های سرطانی ارثی پستان و تخمدان در ایران انجام داد که منجر به کشف یک جهش جدید BRCA1 شد.
رکسانا همچنین در تحقیق در مورد اصلاح کننده‌های خطر ابتلا به سرطان پستان و تخمدان مرتبط با BRCA
و همچنین درک جنبه‌های مکانیکی و ژنتیکی جمعیتی ژن‌های BRCA که اکنون بیشترین ژن‌های مستعد سرطان ارثی است در ژنوم انسان در یک مطالعه از این دست، وی تأثیر جهش‌ها در ژن‌های BRCA1 و BRCA2 را بر باروری زنان به عنوان یک مکانیسم بالقوه تأثیرگذار بر انتخاب مثبت جهش‌های BRCA بررسی کرد.
فرضیه‌های رکسانا مصلحی فراتر از ژن‌های BRCA و سایر ژن‌ها و اختلالات حساسیت به سرطان است. اخیراً، او مجموعه ای از مطالعات در مورد اثرات ناهنجاری‌ها در ترمیم DNA و ژن‌های رونویسی بر تولید مثل و رشد انسان را منتشر کرد. رکسانا بر اساس مشاهدات بالینی جدید خود در خانواده‌های تریکوتیودیستروفی (TTD)، این فرضیه را ایجاد کرد که نقص در ژن‌های ترمیم و برداشتن نوکلئوتید و اثرات آن بر رشد جنین و جفت انسان است.
پس از آن، او پیشنهاد اختلال در عملکرد TFIIH با واسطه در رونویسی در جفت به عنوان یک مکانیسم منجر به عوارض حاملگی مانند پره اکلامپسی و ارتباط ژنوتیپ جنین و ناهنجاری دقیق ژنتیکی با این مکانیسم را برجسته کرد.
علاوه بر سرطان پستان و تخمدان، رکسانا در حال انجام تحقیقات ژنتیکی و اپیدمیولوژیک سایر سرطان‌ها و پیش سازهای سرطان مانند آدنوم روده بزرگ، سرطان ریه و لنفوم غیر هوچکین است.